# 遠藤ふき子
遠藤 ふき子（えんどう ふきこ、旧姓：有馬、1946年3月2日 - ）は、日本のフリーアナウンサー、元NHKアナウンサー。現在はNHK放送研修センター・日本語センターに在籍。

## 人物
神奈川県横浜市出身。神奈川県立横浜平沼高等学校、青山学院女子短期大学卒業後、1966年にNHKに入局。入局後は東京アナウンス室に在籍し、テレビの情報番組などを担当する。1989年、ドイツに転勤する夫に同行するためNHKを退職した。
1993年までドイツに一時生活し、ドイチェ・ヴェレのドイツ語講座を担当したこともあった。帰国後は主にNHKのラジオ番組で活動している。

## 現在の担当番組
- ラジオ深夜便（NHKラジオ第1）

アンカーは降板したが、以後も「話芸100選」や「新春寄席」などの進行を担当している。
- 音の風景（1985年 - 、NHKラジオ第1・NHKラジオ第2・NHK-FM）

ナレーションを担当した20年以上前の収録回が2010年頃より再放送されている。
- ほっとひと息 落語を楽しむ（2020年5月2日 - 、NHKラジオ第1）

不定期放送。席亭として番組を進行していく。

## 過去の担当番組
有馬 ふき子時代
- 世界の窓（1967年1月22日 - 3月26日、教育） - 語り手アナウンサー
- ピアノのおけいこ（1968年4月15日 - 1969年4月9日、教育） - 助手アナウンサー
- おたずねに答えて（1968年7月28日 - 1969年4月6日、総合） - 司会アナウンサー
- 新春おひきぞめ会（1969年1月2日、教育） - 司会アナウンサー
- ことばの治療教室（1969年4月5日 - 1970年3月28日、教育） - ききてアナウンサー
- 婦人百科（1969年5月21日 - 6月25日、総合） - ききてアナウンサー
- あすの村づくり（1970年4月19日 - 1973年1月27日、教育） - 司会アナウンサー
- こんにちは奥さん（1972年10月30日、総合） - 司会アナウンサー
- 第14回全国発明くふうコンクール（1973年3月11日、総合） - 司会アナウンサー

遠藤 ふき子時代
- アジアの自然（1974年8月19日 - 22日、総合） - ききてアナウンサー
- スタジオ102（1975年4月8日 - 1977年2月26日、総合） - 司会アナウンサー
- ばらえてい テレビファソラシド（1979年5月22日 - ?、総合） - 司会アナウンサー
- NHK青年の主張全国コンクール
  - 第27回NHK青年の主張全国コンクール（1980年11月30日 - 12月7日、教育） - 司会アナウンサー
  - 第28回NHK青年の主張全国コンクール（1981年11月29日、教育） - 司会アナウンサー
  - 西ドイツ青年との出会い（1982年8月28日、教育） - 司会アナウンサー
- NHK劇場（1981年3月29日、教育） - お話アナウンサー
- NHK文化シリーズ 現代の科学（1981年9月2日 - 16日、教育） - 司会アナウンサー
- みんなのうた20年（1981年9月23日、総合） - 司会アナウンサー
- 肉親の手がかりを求めて 中国残留孤児紹介（1982年2月18日・19日、総合） - アナウンサー
- こころの時代（1982年11月28日・1983年5月22日・1985年4月21日、教育） - 語り手アナウンサー
- 深めよう消費者との対話を（1983年3月12日、総合） - 司会アナウンサー
- アストル・ピアソラコンサート（1985年3月29日・30日、アナログ衛星第1・総合） - 司会アナウンサー
- トライ&トライ（総合） - トライヤー
- 歌おうみんなのコーラス（1987年3月22日、アナログ衛星第2・教育） - 司会アナウンサー
- 美への招待（1987年4月24日、アナログ衛星第2） - アナウンサー
- おはようジャーナル（1987年7月6日 - 1988年3月31日、アナログ衛星第2・総合）
- ラジオ深夜便（1993年10月 - 2020年3月、ラジオ第1・NHK-FM）

※当初は「ワールドネットワーク」のレポーターとして不定期出演。1995年に帰国後から月曜日アンカー（原則奇数月曜日）。退任時点で最も担当期間が長いアンカーだった。
- ポエム（1993年12月18日 - 1994年7月2日、アナログ衛星第2）
- 夕べの広場（1994年1月7日 - 1996年3月25日、NHK-FM）
- ラジオアングル（1994年11月12日、ラジオ第1）
- 日本つり紀行（1994年11月19日 - 1996年3月3日、アナログ衛星第2）
- ベストオブクラシック（1999年4月27日、NHK-FM）
- スタジオパークからこんにちは（1999年6月18日、総合）
- 古事記ガール 日向路を旅する（2013年3月16日、NHK BSプレミアム） - 語り
- 山賊の娘ローニャ（2014年10月11日 - 2015年3月28日、NHK BSプレミアム） - ナレーション[4]

## その他

### 映画
- 古事記 日向篇（2017年、Au Praxinoscope） - 語り[5]

※2013年にNHK BSプレミアムで放送された特別番組『古事記ガール 日向路を旅する』のアニメーションパートを独立して編集したアニメ映画。

### アナウンス
- 厳密には番組ではないものの、NHK BS2の放送終了アナウンスを担当していたことがある。

## 著書
- 『ラジオ深夜便 母を語る（正・続編）』（NHK出版編著）
- 同上題名（NHKサービスセンター編著）

※NHK出版のものが絶版後、リスナー・読者からの反響が大きかったものを改めてNHKサービスセンター「ステラMOOK」として再発行したもの。